# 김주희 (아나운서)
김주희(金柱希, 1981년 6월 30일~)는 대한민국의 미스코리아 출신 아나운서이다. 2005년 미스코리아 진(眞)에 선발되었고 그 해 10월 SBS 13기 공채 아나운서로 발탁되었다. 2005년 10월 입사 후 아침 뉴스《출발! 모닝와이드》앵커로 방송을 시작하였으며 이후 예능 MC, 뉴스 진행, 라디오 진행, 교양 프로그램 진행을 맡았다.
2015년 10월 10년간 일해온 SBS에서 퇴사하고 프리랜서로 전향했다.

## 프로필
- 출생: 1981년 6월 30일
- 신체: 170cm, 49kg, 34-24-36
- 학력: 연세대학교 원주캠퍼스 영어영문학 , 신방과복수전공) , 언론홍보대학원 저널리즘 학사 (99학번)
- 수상: 2005년 미스코리아 진(眞) & 포토제닉상, 2005년 미스코리아 서울 진(眞)
- 경력: 2006년 미스 유니버스 참가, 2007년 농림부 꽃사랑 이웃사랑 홍보대사
- 취미: 책구절 적어놓기

## 방송 활동

### 텔레비전 프로그램
- 《슈퍼 아이》 (2006년)
- 《출발! 모닝와이드》 1, 2부 뉴스 (2006년)
- 《발굴! TV 대사전》 (2007년)
- 《일요일이 좋다》 옛날 TV (2007년)
- 《전력질주! 기록의 전당》 (2007년)
- 《기적의 승부사》 (2007년~2008년)
- 《생방송 투데이》 (2007년~2015년)
- 《행복 발전소》 (2008년)
- 《접속! 무비월드》 (2011년)
- 《게임쇼 즐거운 세상》 (2011년)
- 《애니갤러리》
- 《SBS 1030 뉴스》
- 《대국민 토크쇼 안녕하세요》 (2015년)
- 《동갑내기 여행하기》 (2015년)
- 《1 대 100》 (2016년)
- 《B급 뉴스쇼 짠》 (2016년)
- 《PD 이경규가 간다》 (2016년)
- 《그들처럼 먹어라》 (2016년)
- 《생방송 행복드림 로또 6/45》- 930회 게스트

### 라디오 프로그램(진행, 출연)
- 《허참, 김주희의 즐거운 저녁길》 (2008년, SBS 러브FM)

## 같이 보기
- 2005년 미스코리아
- 미스 유니버스